# Mary Sue
Mary Sue là tên chung cho bất kỳ nhân vật hư cấu nào tài giỏi hoặc hoàn hảo đến mức vô lý, ngay cả trong bối cảnh hư cấu. Mary Sue thường là hình ảnh được lý tưởng hóa hoặc hoàn mỹ của chính bản thân tác giả. Họ có thể hoàn thành xuất sắc những nhiệm vụ mà họ đáng ra không thể thực hiện được, hoặc họ có thể vượt trội hơn nhân vật chính trong bối cảnh hư cấu, chẳng hạn như bằng cách cứu nhân vật chính. Họ có thể bỏ qua các khía cạnh đã được thiết lập trước đó của tiểu thuyết như mô tả đặc điểm và quy luật tự nhiên. Mary Sue là một loại nhân vật kiểu mẫu.
Chỉ trích chính đối với nhân vật Mary Sue với vai trò như một cách hành văn là nó làm suy yếu kịch tính và xung đột của câu chuyện do giới thiệu nhân vật chính là toàn năng và được mọi người chấp nhận. Cấu trúc câu chuyện đòi hỏi nhân vật chính phải có phần truyện diễn biến nhân vật, tức sự chuyển đổi từ trạng thái này sang trạng thái khác, yếu sang mạnh, sợ hãi sang dũng cảm, ngây thơ sang khôn ngoan. Họ đương đầu với một trở ngại mà họ không thể vượt qua, có một sự thay đổi bên trong, và rồi vượt qua trở ngại đó, hoặc trong trường hợp bi kịch thì sẽ không thành công. Một Mary Sue không có điểm yếu nào để đối đầu, không có phần truyện diễn biến nhân vật và do đó không thể có kịch tính.
Các nhân vật Mary Sue lần đầu tiên được xác định trong fan fiction vào năm 1973, nhưng sau đó họ đã được xác định trong tiểu thuyết chuyên nghiệp và trong các bộ phim. Một nhân vật nam có những đặc điểm tương tự có thể được dán nhãn là "Gary Stu" hoặc "Marty Stu". Các nhà phê bình, nhà văn và nhà bình luận đã tranh luận về cách thuật ngữ này được sử dụng, cả nói chung và trong ứng dụng của nó đối với các nhân vật hư cấu cụ thể.